# Beschleierter Zwitterling
Der Beschleierte Zwitterling (Asterophora parasitica, Syn.: Nyctalis parasitica) ist eine Pilzart aus der Familie der Raslingsverwandten.

## Merkmale
Der Beschleierte Zwitterling bildet kleine, gruppenweise bis gesellig wachsende, in Hut und Stiel gegliederte Fruchtkörper mit bis zu 2,5 cm breiten weißen bis graulila Hüten. Die Hutoberfläche besitzt jung einen seidigen Schleier, sie wird später nicht mehlig wie beim Stäubenden Zwitterling. In feuchtem Zustand ist die Hutoberfläche leicht schleimig, der Hutrand ist jung heruntergebogen, er wird später wellig bis etwas aufgestülpt, er ist manchmal eingerissen. Die dicken Lamellen sind schwach bis deutlich ausgebreitet, am Stiel breit angewachsen, einzelne Lamellen können gegabelt sein. Die zunächst weißlichen Lamellen werden im Alter bräunlich, sie zerfallen zu Chlamydosporen. Der weißliche Stiel ist 1–3 cm lang und 2–3 mm stark, er ist schwach zottig und an der Spitze gerieft, jung ist der Stiel markig-voll, bei älteren Exemplaren hohl. Die Pilze riechen unangenehm und schmecken mehlartig. Basidosporen fehlen meist, die Chlamydosporen sind glatt, mit großen Tropfen.

## Ökologie
Der Beschleierte Zwitterling wächst saprobiontisch auf verfaulenden Fruchtkörpern von Schwärztäublingen, vor allem auf  Russula adusta, Russula delica, Russula densifolia  und Russula nigricans, seltener auch auf Milchlingen, z. B. Lactarius vellereus. Der Beschleierte Zwitterling kommt in verschiedenen Waldtypen über sauren, seltener neutralen oder alkalischen Böden vor, vor allem an feuchten Stellen. Die Fruchtkörper erscheinen in Mitteleuropa besonders in regenreichen Jahren von Ende Juli bis Ende Oktober. 

## Verbreitung
Der Beschleierte Zwitterling kommt in Mittelamerika, Europa und Georgien vor. In Europa wird er von Südeuropa bis Großbritannien, Weißrussland, Russland und Skandinavien gefunden.

## Bedeutung
Der Beschleierte Zwitterling ist kein Speisepilz.